# پیتر فرانکن

پیتر A. فرانکن (10 نوامبر 1928 - 11 مارس 1999) یک فیزیکدان آمریکایی بود که در زمینه اپتیک غیرخطی مشارکت داشت. وی در سال 1977 رئیس جمهور نوری آمریکا بود. [1] در سال 1961 ، پروفسور پیتر فرانکن و همکارانش در آزمایشگاه رندال در دانشگاه میشیگان برای اولین بار نسل دوم هارمونیک را مشاهده کردند. این رویداد عصر فیزیکی را در فیزیک نوری به راه انداخت که منجر به کاربردهایی از ارتباطات نوری و تصویربرداری بیولوژیکی گرفته تا نسل اشعه ایکس و امنیت میهن شده است.
Send feedback
History
Saved
Community
Read a sign in another language, instantly.
NO THANKSTRY THE APP